# Heliconius hermogenes
Heliconius hermogenes är en fjärilsart som beskrevs av William Chapman Hewitson 1857. Heliconius hermogenes ingår i släktet Heliconius och familjen praktfjärilar. Inga underarter finns listade i Catalogue of Life.